# خفاش بولداگ
خفاش بولداگ (نام علمی: Noctilio) نام یک سرده از راسته خفاش است که معمولاً به عنوان خفاش‌های بولداگ یا خفاش‌های ماهیخوار شناخته می‌شوند. این خفاش در دو گونهٔ متفاوت خفاش بولداگ کوچک‌تر و خفاش بولداگ بزرگتر تقسیم‌بندی می‌شوند. این گونه خفاش‌ها در نزدیکی آب و در محدودهٔ مکزیک تا آرژانتین و همچنین جزایر کارائیب به وفور یافت می‌شوند. در این مناطق می‌توان آنها را به صورت دسته‌جمعی در حفره‌های درون درختان، غارها، خانه‌های ساخته شده توسط انسان‌ها یا دهانه‌های دیگر با فضاهای مکفی مشاهده کرد. هر دو گونه رفتارهای اجتماعی و تغذیه‌ای متفاوتی را به نمایش می‌گذارند. این خفاش‌ها در حالی که به محل‌های جایگزین مختلفی برای بیتوته کردن شبانه سر می‌زنند اما در عین‌حال به مقر شبانگاهی و همیشگی خود رجعت می‌کنند.
خفاش‌های بولداگ دارای خزی به رنگ نارنجی مایل به قهوه‌ای هستند و اندازهٔ آنها میان ۷ تا ۱۴ سانتیمتر متغیر است. آنها دارای پاهای نسبتاً بلند و پنجه‌هایی قوی هستند. بال‌های آنها بلند و باریک و گوش‌ها نیز بزرگ و به شکل قیف است. موضوع غیرمعقول در میان این گونه از خفاش‌ها این است که در میان گونه‌هایشان کیسه‌هایی برای ذخیرهٔ مواد غذایی دارند. خفاش بولداگ کوچک‌تر حشره‌خوار است در حالی که گونه بزرگ‌تر، علاوه بر حشره‌خواری به خوردن غذای اصلی و مورد علاقه‌اش که ماهی است نیز می‌پردازد. آنها از سیستم پژواک‌یابی خود برای تشخیص موج‌هایی که بر روی سطح آب ایجاد می‌شوند استفاده می‌کنند. در طول یک شب، این گونه خفاش‌ها ممکن است بین ۲۰ تا ۳۰ ماهی کوچک را شکار کنند.